# مایاسا
مایاسا (انگلیسی: Masaya) شرکت بازی ویدئویی ژاپنی است، که در سال ۱۹۸۵ تأسیس شد.